# George W. Kendall
George Wilkins Kendall (Mount Vermont, Nuevo Hampshire, 1809 - Boerne, Texas, 1867) fue un periodista, militar, cronista y empresario estadounidense; cofundador del diario The New Orleans Picayune. Participó en la Expedición texana a Santa Fe de Nuevo México (1841), donde fue hecho prisionero, así como en la Intervención estadounidense en México (1847).
Es considerado el primer corresponsal de guerra de la historia, el creador de la columna humorística, y uno de los principales cronistas de los episodios históricos en los que participó; además de ser pionero en la industria del ganado lanar texano. El condado de Kendall, nombrado en su memoria, se declaró Monumento Histórico Registrado de Texas en 1989.

## Biografía

### Primeros años
Fue el mayor de los cinco hijos de Thaddeus Kendall y su segunda esposa Abigail Wilkins Kendall, descendientes de dos prominentes familias puritanas de origen noble, que inmigraron a Massachusetts provenientes de Gales, Escocia e Inglaterra en el siglo XVII, y que participaron en la fundación de la provincia de Nuevo Hampshire en el siglo XVIII. Entre sus familiares cercanos hubo varios que ocuparon puestos de gobierno, religiosos y cargos militares durante la guerra de Independencia.
Pasó la mayor parte de su infancia bajo la tutela de su abuelo, el diácono Samuel Wilkins —uno de los hombres más influyentes de la región—. Aunque su etapa de formación escolar fue breve, su carácter inquieto y su gusto por la lectura lo llevarían a desarrollar, de manera autodidacta, notables habilidades en áreas como la geografía y la comunicación.
Durante su juventud incursionó brevemente en el mundo del teatro, como actor y libretista; perfeccionando un agudo sentido del humor y cultivando su talento natural para contar historias.

### Carrera periodística
Tuvo su primer contacto con el periodismo trabajando como aprendiz en el Amherst Herald —un diario fundado en 1825 por sus primos Thomas G. Wells y Nathan Kendall Seaton para apoyar un movimiento político-religioso local—.  Al poco tiempo anunció a su intención de convertirse en impresor y consiguió trabajo con su tío John Hubbard Wilkins, que era socio de la casa editorial Hilliard, Gray, Little & Wilkins y uno de los empresarios más exitosos de Boston. Aunque duró poco tiempo como asistente de impresor, adquirió conocimientos técnicos sobre el oficio que a la postre le serían de utilidad.

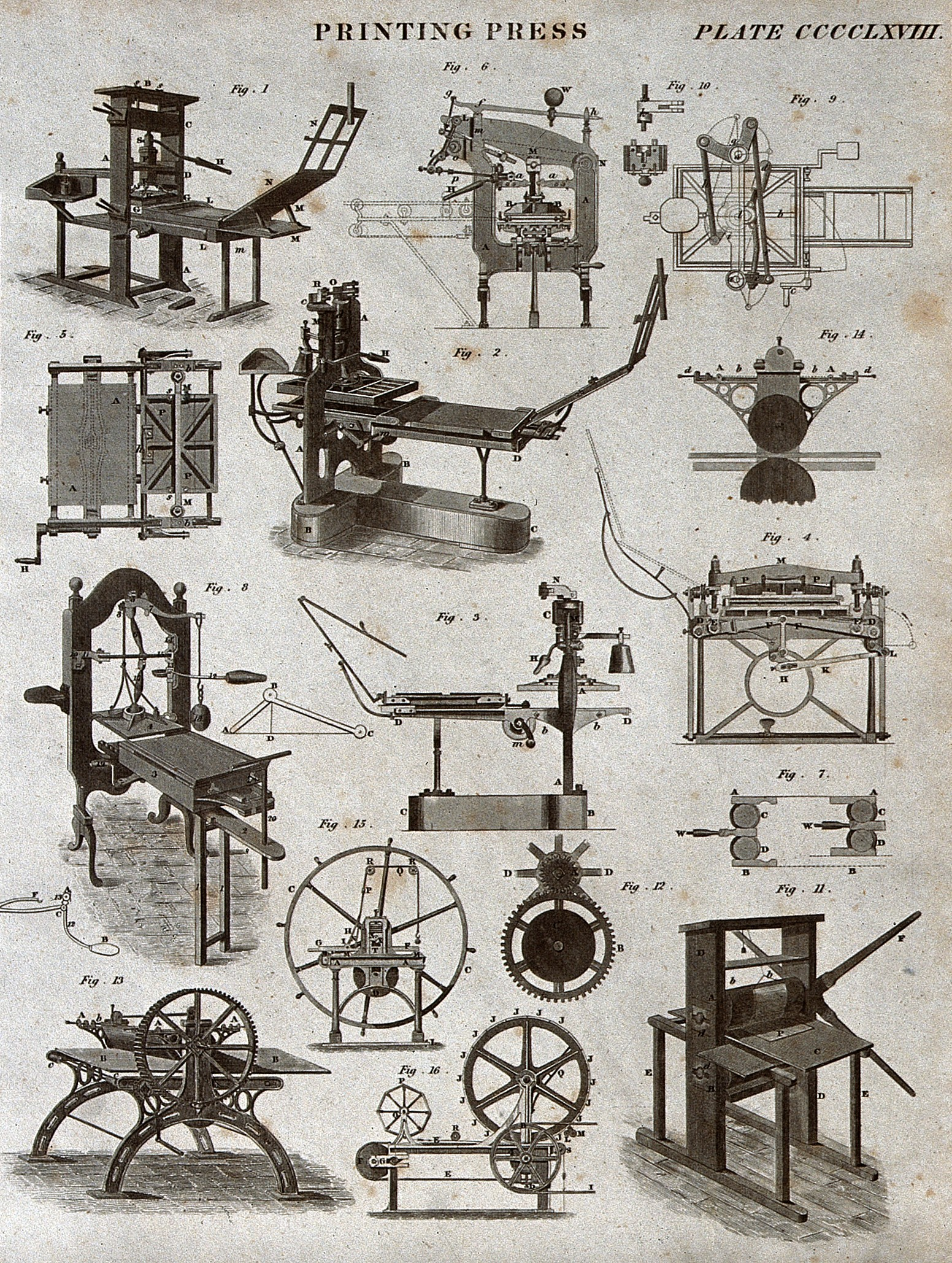
Modelos de imprenta estadounidenses en la década de 1830

Los siguientes años de su vida fueron muy itinerantes. Recorrió ciudades como Amherst, Montreal, Burlington,Detroit, Cincinati, Boston, Washington D. C. y Nueva York, entre otras. Trabajó para diferentes diarios, como el Amherst Herald, el Mobile Alabama Register, con el periodista Thaddeus Stanford o el New Yorker, en donde escribió bajo la dirección de su amigo cercano Horace Greeley, un influyente periodista y político republicano que lo ayudaría a vincularse con el mundo de la política.
Los testimonios de la época describen al joven Kendall como un hombre rico, inteligente, divertido y bien conectado con la élite de su tiempo.
Él mismo contaría más tarde que compró su primera imprenta con las ganancias obtenidas en una mano de póquer, aunque probablemente sea una anécdota ficticia.

### El Picayune
En 1837, Kendall y Francis Lumsden fundaron The New Orleans Picayune, con la idea de posicionarse como el primer periódico de bajo costo en el Sur y tomando el nombre de una antigua moneda española aún en circulación, conocida como «picayón», que, con un valor de 6¼¢, era la de menor denominación.El nombre del diario estaba pensado para funcionar como estrategia de venta: «Cambiamos nuestro Picayune por tu picayune».
El Picayune fue un éxito inmediato desde su lanzamiento, basado en un precio muy competitivo, un formato editorial novedoso, y especialmente un tono irreverente, cómico y mordaz, lleno de chistes y juegos de palabras, que contrastaba con el estilo solemne y adornado de la prensa de la época, sentando las bases del estilo editorial de la prensa moderna.
Desde las primeras semanas, Kendall instauró una breve columna de chismes jocosos diseñada para atraer lectores de otros periódicos. Tuvo tanta aceptación, que rápidamente comenzó a citarse en otras publicaciones. 

«Los lectores de otros periódicos fueron saludados con tanta frecuencia con la línea de crédito, "Pic.", en comentarios breves y alegres que pronto se le atribuyó a Kendall la invención del párrafo editorial humorístico».
Fayette Copeland 

### Expansión del Picayune

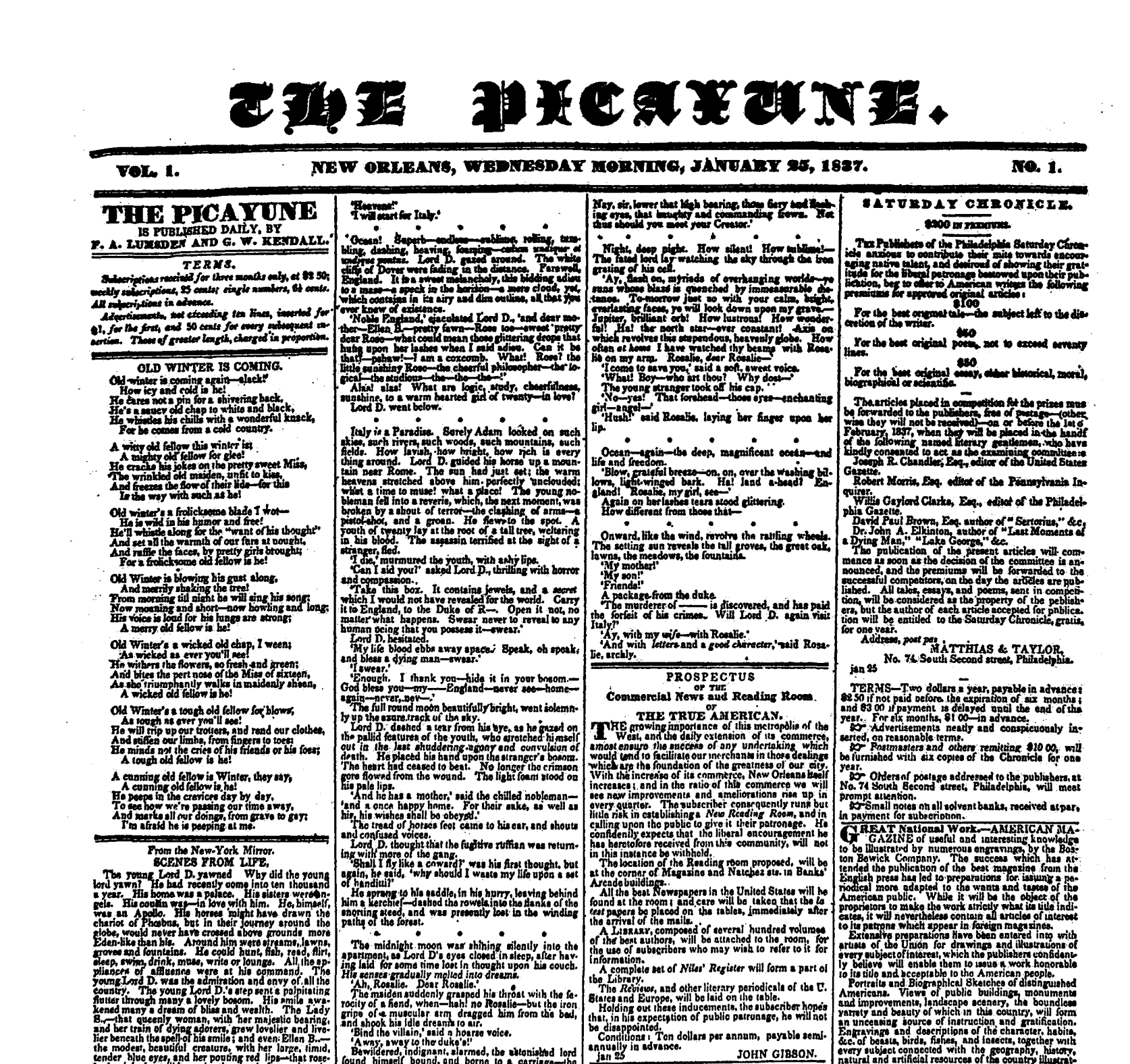
Primer número del periódico The New Orleans Picayune, fundado por G.W. Kendall en 1837

En de la década de los treinta, los estados del sur se vieron afectados por devastadoras epidemias que diezmaron gravemente a la población y provocaron éxodos masivos hacia otras regiones, especialmente la recién independizada República de Texas, donde estaba en su apogeo una serie de agresivas políticas para atraer colonos estadounidenses, bajo el liderazgo de Moses Austin, y su hijo Stephen. Esta coyuntura marcó que, para 1838, el Picayune entrara en fase de expansión, extendiendo su cobertura hacia el oeste.
Kendall y Lumsden fueron visionarios al desarrollar un novedoso y eficiente servicio de mensajería para vincular el periódico con otros periódicos del Este, basado en las redes fluviales, el transporte naval y la entonces incipiente tecnología de los motores a vapor.

«El periódico que podía enviar a sus repartidores de periódicos con nuevas ediciones, gritando “Un día después desde Louisville”, o “Dos días después desde Nueva York”, o “Diez días después desde Londres”, encontraba clientes entusiasmados que esperaban ejemplares. Valía la pena si el repartidor de periódicos podía gritar: “¡Veinticuatro horas antes que el correo!”».
Richard Peters 

El New Orleans Picayune comenzó a abogar por la expansión hacia el oeste, la anexión de Texas y la guerra con México, cobrando rápidamente una importante relevancia geopolítica y siendo pieza clave para desarrollar una identidad cultural estadounidense entre la población texana, lo que, pocos años más tarde, sería de invaluable utilidad para cristalizar la anexión de Texas a la Unión Americana.

### Soldado y corresponsal de guerra

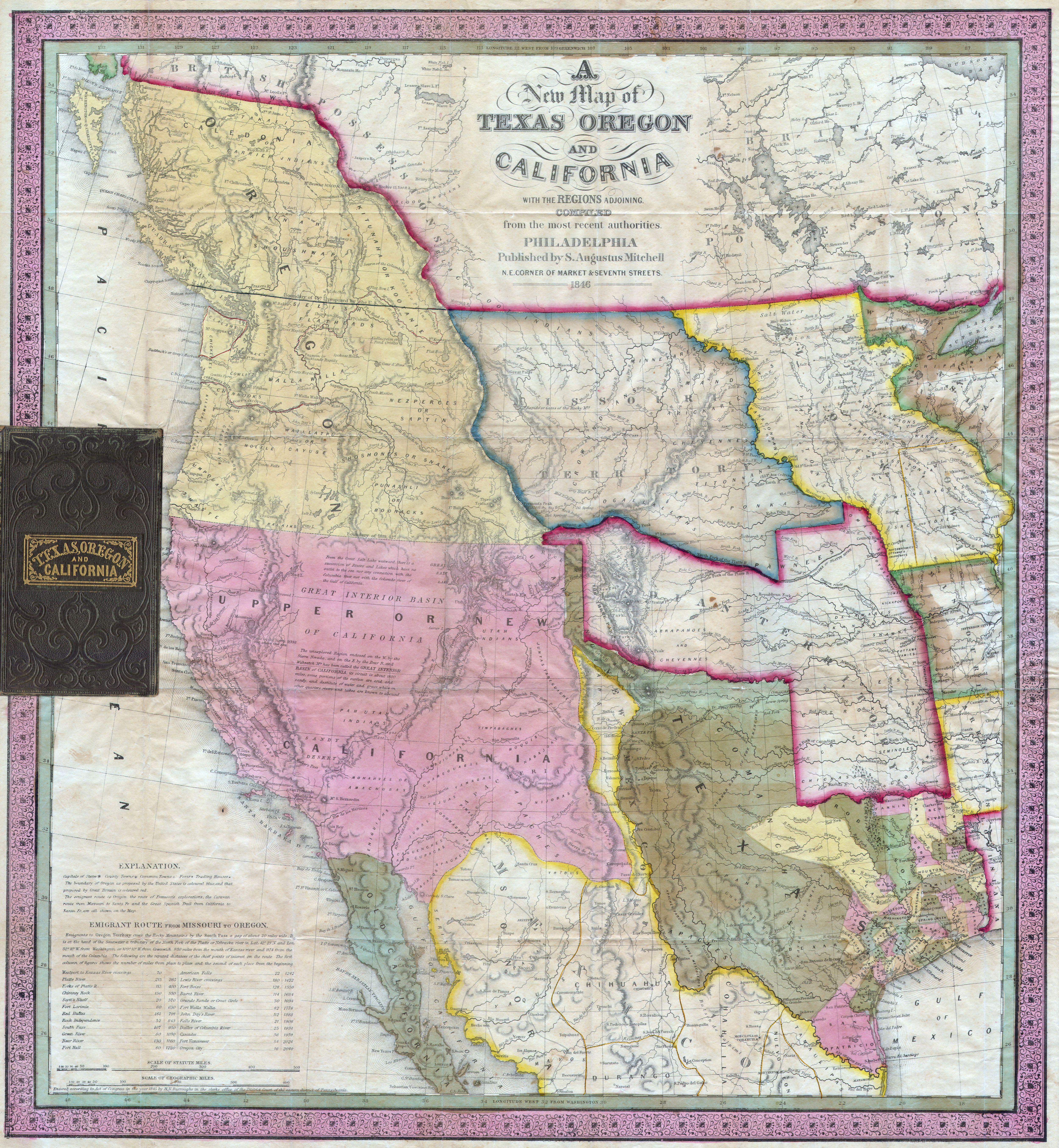
Mapa de Texas en 1846

Kendall −junto con su socio Lumsden− se mudó a la República de Texas en 1841 y se unió a la Expedición texana de Santa Fe, por invitación personal de su organizador, el presidente de la república Mirabeau B. Lamar −héroe del bando texano en la batalla se San Jacinto− El objetivo de la campaña era hacerse con el control de la importante ruta comercial conocida como Camino de Santa Fe, además de anexionar a favor de Texas el territorio de Nuevo México y los de los indios Cheroquis, Kiowas y Comanches.  
La breve expedición terminó en desastre en septiembre de 1841. Cerca de Antón Chico, Nuevo México, los invasores se rindieron sin ofrecer batalla ante el ejército del gobernador y general mexicano Manuel Armijo.
Se les perdonó la vida a los cerca de 300 prisioneros texanos, pero fueron tratados con extrema dureza, sometidos a múltiples vejaciones y obligados a marchar 2000 millas hasta la Ciudad de México; confinándolos primero en el pabellón para leprosos del Fuerte de San Carlos de Perote, donde Kendall se contagió de viruela, y más tarde trasladados a la entonces prisión de Tlatelolco.  Desde su cautiverio, se le permitió enviar cartas detalladas en las que narraba los pormenores de la aventura texana.

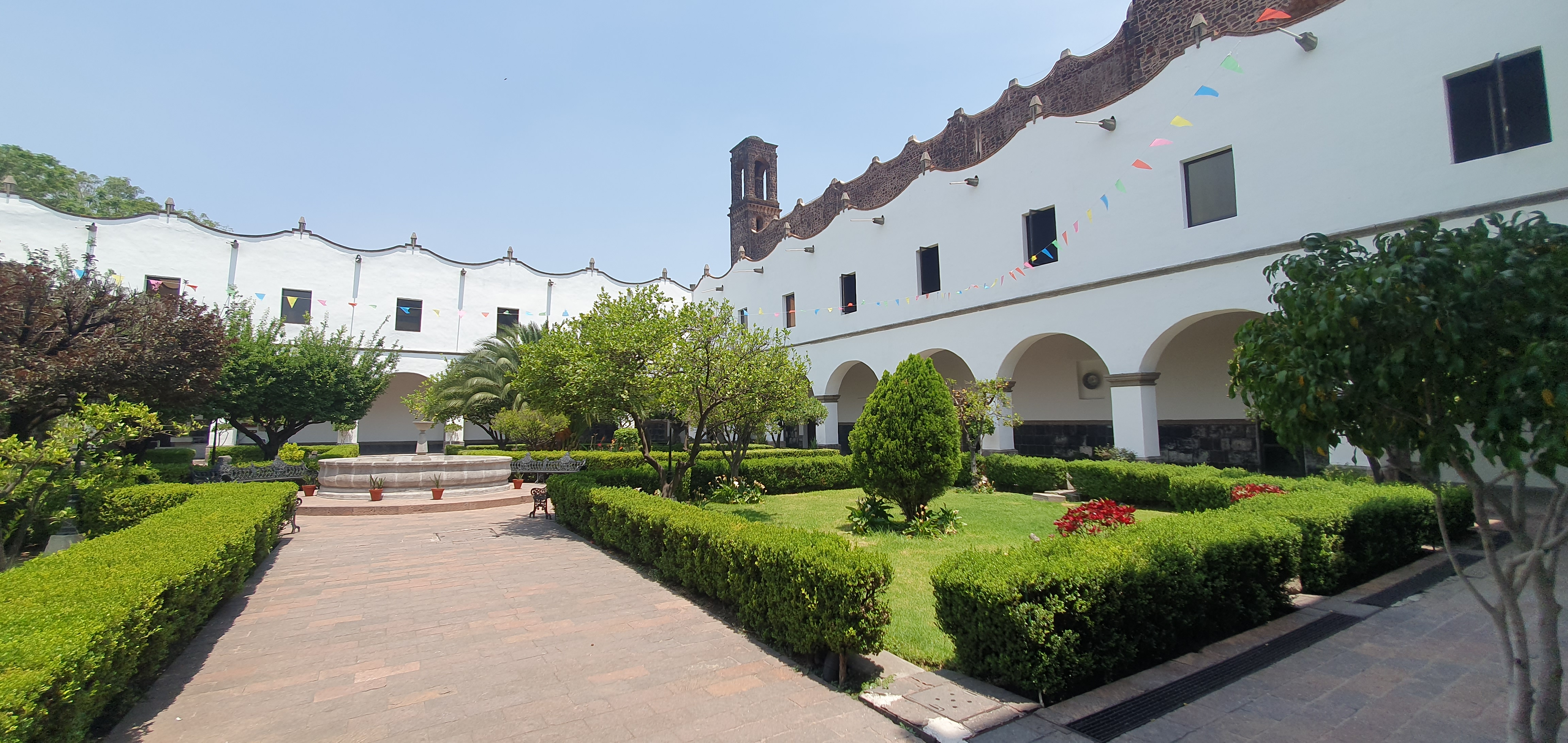
Colegio de la Santa Cruz de Tlatelolco, habilitado como prisión militar, donde estuvo cautivo G.W. Kendall de 1841 a 1842.

Veintitrés de esas cartas se publicaron durante un año en el Picayune. Sus entretenidos relatos sobre la Guerra Mexicana lo hicieron famoso en EE. UU. y en Europa como corresponsal de guerra y escritor, desempeñando a la vez un papel sociopolítico estratégico, al permitir que las clases medias y bajas norteamericanas se mantuvieran involucradas con la evolución del proyecto expansionista.
La popularidad de Kendall, aunada a la situación en que se encontraba, fueron aprovechados por la prensa estadounidense, que aumentó considerablemente la publicación de noticias sobre las tensiones diplomáticas con México para arengar a la opinión pública y obtener una rápida reacción del Congreso a favor de una intervención militar.

«...Nada excepto la fuerza, o su propia muerte, puede liberar a esos hombres (Kendall y los otros prisioneros de Santa Fe) del estado de servidumbre abyecta en el que se encuentran».
 New Orleans Bulletin, 11 de marzo de 1842

«Nuestro ministro en México había hecho una demanda precautoria para la liberación del Sr. Kendall, ante la cual se recibieron respuestas vacilantes y evasivas... El Sr. Falconer, inglés, fue liberado a petición cortés del ministro británico, antes de llegar a la capital mexicana, pero la demanda del agente acreditado del Gobierno de los Estados Unidos, respecto a un ciudadano que nunca ha perdido ninguno de sus derechos y que presenta las pruebas más convincentes de ello, es tratada con desprecio. ¿Se ha vuelto Estados Unidos tan absolutamente despreciable como para permitir que los funcionarios mexicanos lo pisoteen?».
 The Picayune, 11 de marzo de 1842

Kendall fue liberado en 1842, después de un arduo cabildeo por parte de su socio Lumdsen, del cónsul en México John Black, el secretario de legación Brantz Mayer, el embajador y general Waddy Thompson Jr y de otros amigos influyentes; quienes a su vez consiguieron la intervención del Departamento de Estado, escalando las tensiones entre el gobierno del presidente John Tyler y el de Antonio López de Santa Anna.
Tras su liberación, aprovechó la popularidad adquirida durante su cautiverio para intensificar su actividad periodística. El Picayune abandonó su característico tono hilarante para adoptar un estilo serio y un formato editorial a seis columnas, en las que Kendall se explayaría con extensas diatribas promoviendo la anexión de Texas, que se convirtió en el tema de mayor interés entre los lectores norteamericanos.
En 1844, publicó un libro de 900 páginas, titulado Narrativa de una expedición a través de las Grandes Praderas del Suroeste, desde Texas hasta Santa Fé, que tuvo un gran éxito, vendiendo 40 000 ejemplares en ocho años. 

### La guerra con México

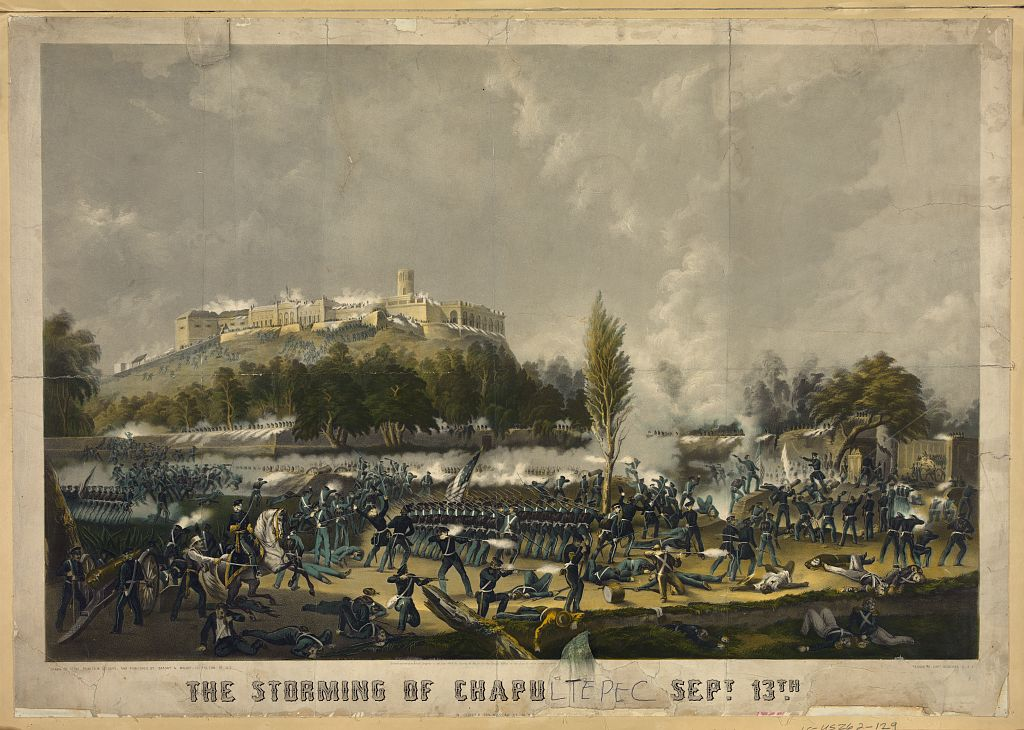
Batalla de Chapultepec (1847)

La situación de la entonces independiente República de Texas se volvió muy inestable. Inglaterra y Francia presionaban por que se mantuviera como estado independiente para frenar la expansión estadounidense, mientras que los colonos texanos votaron a favor de su anexión a la Unión y México, por su parte, preparaba una campaña de reconquista; lo cual que servía de excusa a Estados Unidos para justificar su inminente invasión al territorio mexicano.
Durante ese tiempo, el Picayune destacó  como la principal fuente de noticias y editoriales sobre la cuestión méxico-texana; y perfeccionó una red logística de comunicaciones —basada correos y barcos a vapor—, que superaría en eficacia a los sistemas de comunicaciones del propio ejército.
Poco después de que la convención texana ratificara la anexión a la Unión, en febrero de 1846, el Picayune fue el primero en advertir que el ejército mexicano había cruzado el río grande, arengando a favor de una intervención estadounidense. 

«Es necesario que nuestro gobierno marche de inmediato con una fuerza eficiente a las fronteras de Texas. Mientras las negociaciones estén pendientes... ni un solo mexicano debe poner un pie en este lado del Río Grande».
 New Orleans Picayune, 1846

Conjugando nuevamente sus facetas periodística y militar, Kendall se alistó en los Rangers de Texas en 1846, y vio acción en la operación a través del Río Grande bajo el mando del general Zachary Taylor.
 
Como corresponsal de guerra, Kendall participó bajo las órdenes de los generales William Jenkins Worth  y Winfield Scott en episodios como las batalla de Palo Alto, la captura de Monterrey , el desembarco de Veracruz, las batallas de Cerro Gordo, Padierna, Churubusco, Molino del Rey y el asalto a Chapiultepec, donde resultó herido en una rodilla.
Durante la campaña, Kendall había presentado 214 informes, convirtiéndose en el corresponsal más reconocido del conflicto. Sus despachos han sido recopilados y republicados en una edición moderna y académica que hoy constituye una de las fuentes historiográficas más detalladas sobre tales sucesos.
Después de la guerra, Kendall se tomó un periodo sabático de varios años en Europa, donde conoció a su esposa y terminó su libro de 1851: «La guerra entre Estados Unidos y México».

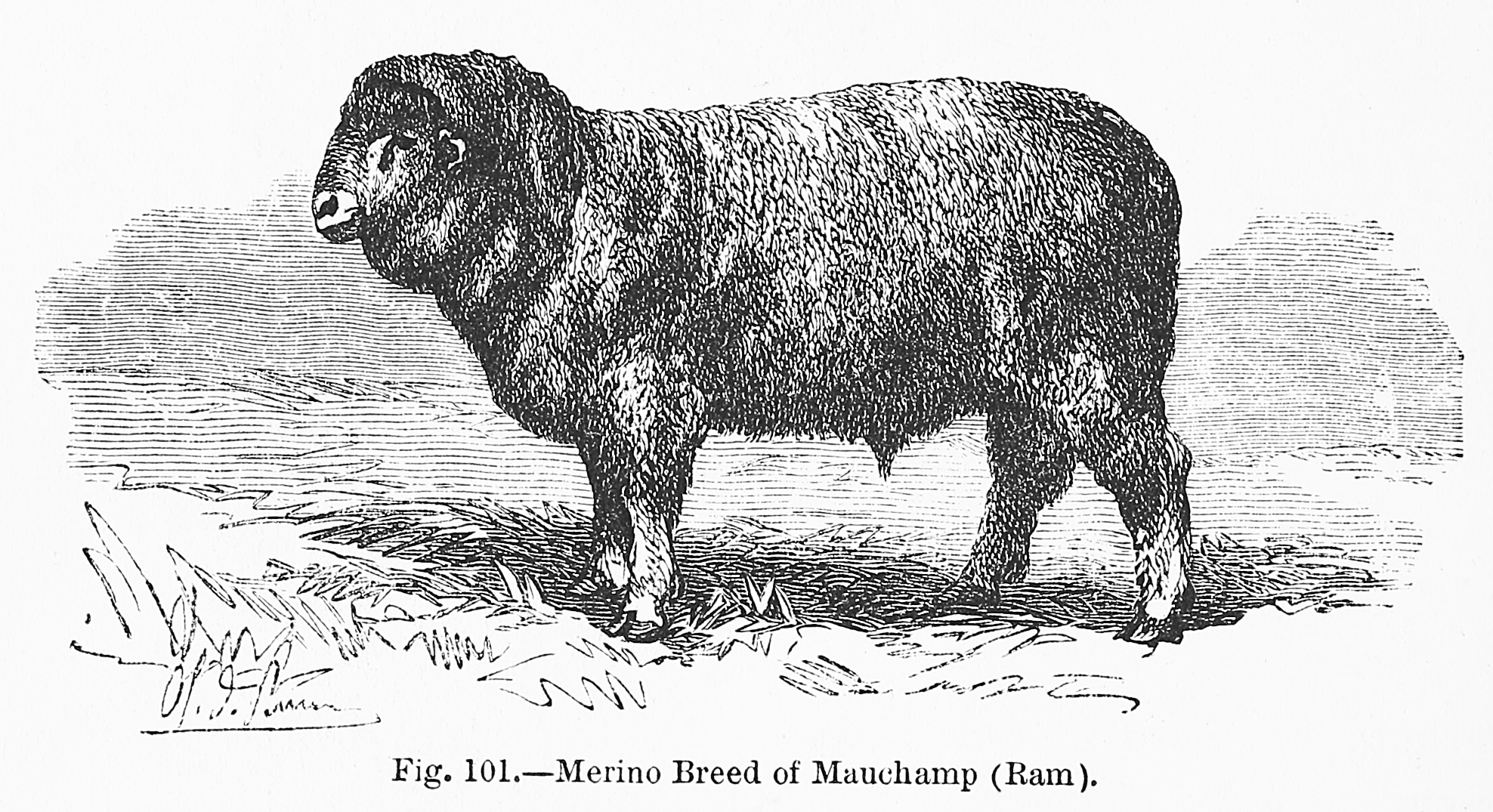
Carnero merino

### Ganadería ovina
Kendall es considerado el padre de la industria ovejuna texana y el criador más exitoso de su tiempo en la región.
Junto con tres amigos, incursionó en el negocio en 1852. Comenzaron con veinticuatro carneros merinos españoles y un rebaño de ovejas churras.  

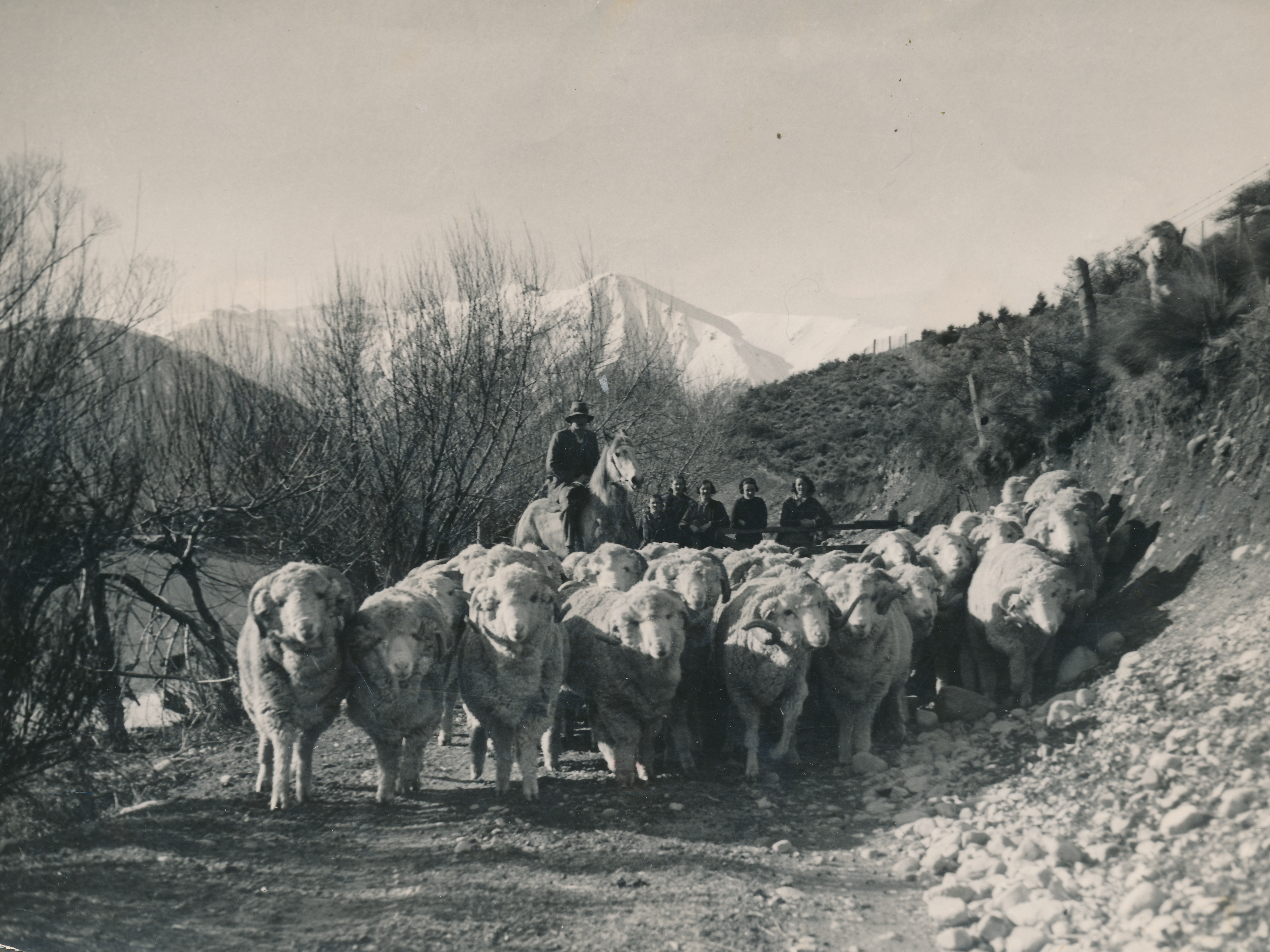
Rebaño de ovejas merinas

Contrató all pastor escocés Joe Tait para supervisar el negocio, ubicado en la cuenca del río Nueces. En 1853, Kendall trasladó el rebaño a su rancho de Waco Springs, cuatro millas al norte de New Braunfels . Luego compró un pastizal para las ovejas en las cercanías de Boerne, cerca de Post Oak Springs.  
Durante los siguientes tres años, el negocio de ovejas de Kendall soportó enfermedades, inclemencias del tiempo y dificultades ambientales para finalmente comenzar a mostrar ganancias en 1856.  
En dos años más, el rebaño había aumentado a 3500. Kendall comenzó a comercializar su lana en Atlanta, Georgia , y comenzó operaciones a gran escala.  Kendall enviaba informes periódicos sobre el negocio al New Orleans Picayune, promocionando la industria y elogiando a Texas Hill Country por lo que él consideraba su entorno ideal para la cría de ovejas. A menudo contribuía con artículos sobre el tema en publicaciones locales. En 1864, fue el primero en comenzar a sumergir ovejas en grandes tinas para erradicar la enfermedad de la sarna. 

### Vida personal y muerte

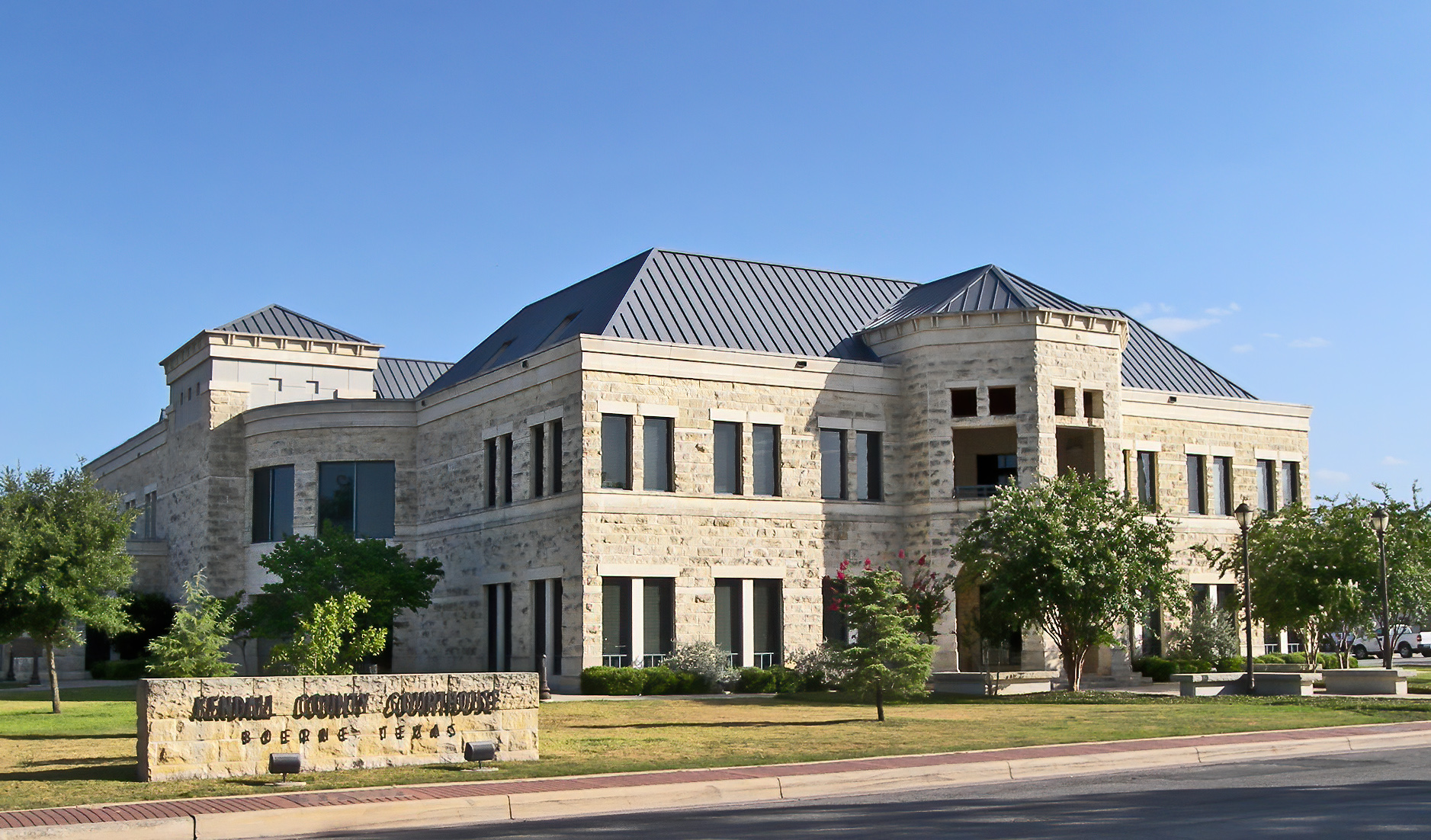
Palacio de justicia del actual Condado de Kendall, Texas.

En 1849 se casó con la ciudadana francesa Adeline Suzanne de Valcourt en París. La pareja tuvo cuatro hijos. Su hija, Georgina de Valcourt Kendall Fellowes, se convirtió en fideicomisaria de los registros familiares de Kendall, que se encuentran en la Universidad de Texas en Arlington. 
George Wilkins Kendall murió de neumonía en el condado de Texas que hoy llevaba su nombre, el 21 de octubre de 1867, y fue sepultado en el cementerio de Boerne.

## Obras
- Narrative of the Texan Santa Fe Expedition (1844)
- The War Between the United States and Mexico Illustrated (1851)
- Correspondencia periodística (1846–1848)
- Cartas personales y diarios (inéditos en su mayoría)
- Dispatches from the Mexican War (recopilación no escrita por Kendall, pero que incluye varios de sus textos publicados en el Picayune)

## Lectura adicional
- Marquis, James (1988). The Raven, A Biography of Sam Houston. Austin: University of Texas Press. ISBN 0292770405.